# Telophorus
Telophorus  (лат.) — род птиц из семейства кустарниковые сорокопуты. Обитают в Африке южнее Сахары.

## Описание
Длина тела составляет 18—24 см, масса 30—76 г.

## Виды
В род включают следующие виды птиц (ранее в него входили и другие, позднее перенесенные в Chlorophoneus):
- Певчий кустарниковый сорокопут Telophorus zeylonus
- Коричневолобый кустарниковый сорокопут Telophorus viridis
- Краснолобый кустарниковый сорокопут Telophorus dohertyi
- Telophorus cruentus (Hemprich & Ehrenberg, 1828)

Всем вышеперечисленным видам МСОП присвоил охранный статус LC.